# Rúzsos doktorhal
A rúzsos doktorhal (Naso lituratus) a sugarasúszójú halak (Actinopterygii) osztályának sügéralakúak (Perciformes) rendjébe, ezen belül a doktorhalfélék (Acanthuridae) családjába tartozó faj.

## Előfordulása
A rúzsos doktorhal a Csendes-óceánban fordul elő. A japán Honsú szigettől kezdve, délre a Nagy-korallzátonyig és Új-Kaledóniáig, valamint keletre Hawaiig, Francia Polinéziáig és a Pitcairn-szigetekig sokfelé fellelhető. A legkeletebbi állománya a Clipperton-sziget körül él. Az Indiai-óceánban élő Naso eleganst, korábban azonosnak tartották a rúzsos doktorhallal.

## Megjelenése
Ez a hal legfeljebb 46 centiméter hosszú. A hátúszóján 6 tüske és 28-31 sugár, míg a farok alatti úszóján 2 tüske és 29-31 sugár ül. A hátúszója fekete. A fekete sáv egészen a tarkójáig húzódik, ahol világoskék és fehéres foltozások váltják fel. A farok alatti úszó narancssárga. A hátúszó és a farok alatti úszó szélei kékkel szegélyezettek; e szegéllyel párhuzamosan egy fekete csík is húzódik. A farokúszó tövén sárga szalag van. A hím rúzsos doktorhalaknál, a farokúszó két nyúlványának a végeiből egy-egy vékony szál nyúlik ki.

## Életmódja
Trópusi, tengeri hal, amely a korallzátonyokon él 0-90 méteres mélységekben; de általában 5-30 méter mélyen. A 24-26 Celsius-fokos vízhőmérsékletet kedveli. Főleg a korall borította és a törmelékes tengerfenéket, valamint a vízalatti sziklaszirteket részesíti előnyben. A lagúnák környékén is látható. A felnőtt halak kisebb rajban úsznak. Az ivadékok a sekély vizekben élnek, és gyakran társulnak más doktorhalfélékkel, és olykor hatalmas rajokat alkotnak. Tápláléka a Sargassum és Dictyota nemzetségekbe tartozó barnamoszatok.

## Szaporodása
A rúzsos doktorhalat megfigyelték párban is ívni.

## Felhasználása
Ezt a halfajt csak kisebb mértékben halásszák. A városi akváriumok szívesen tartják. Az emberi fogyasztása nem ajánlott, mert gyakran mérgező a húsa.

## Képek

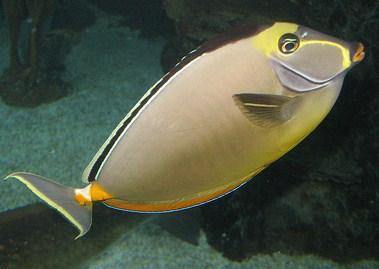
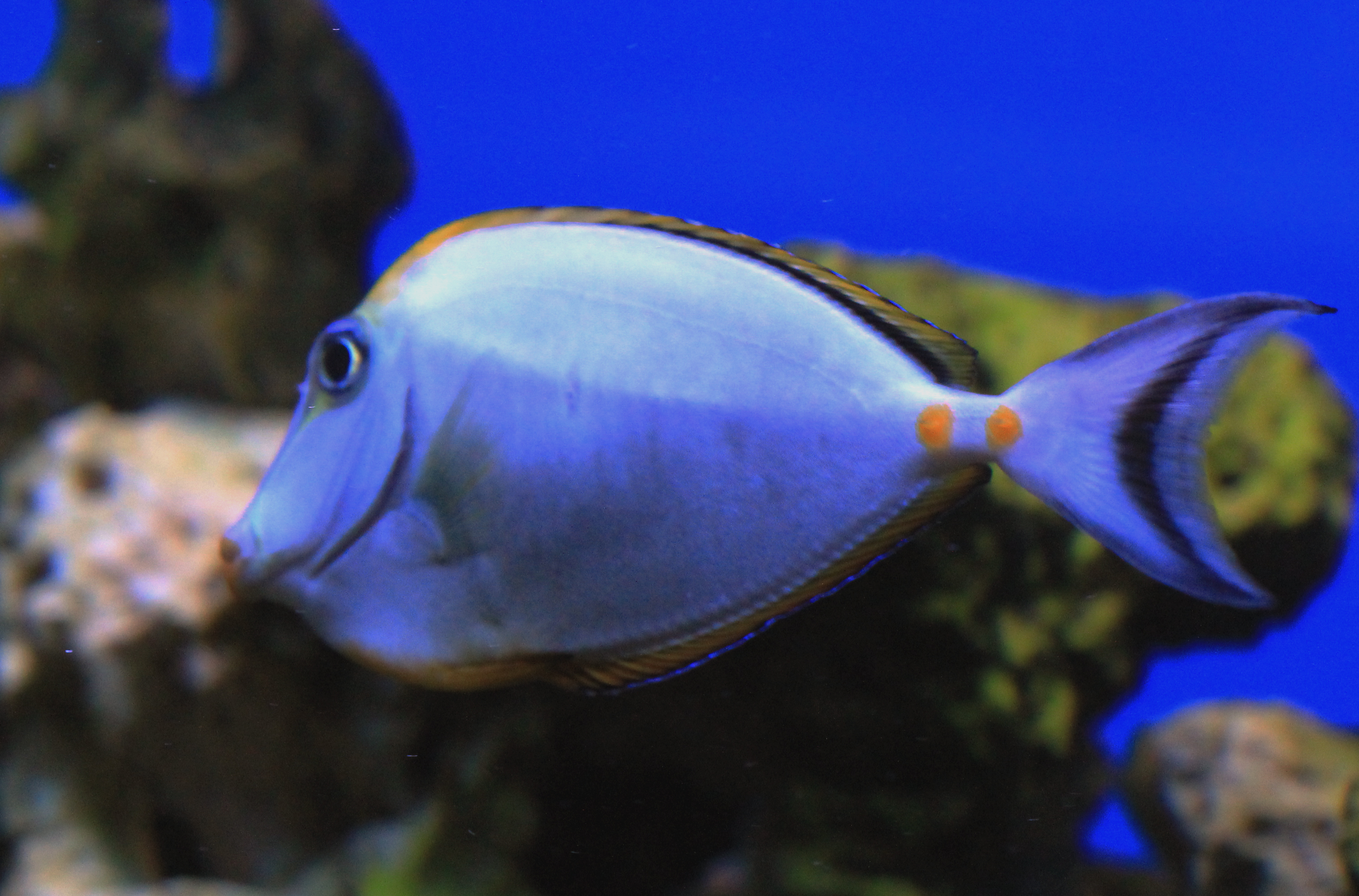
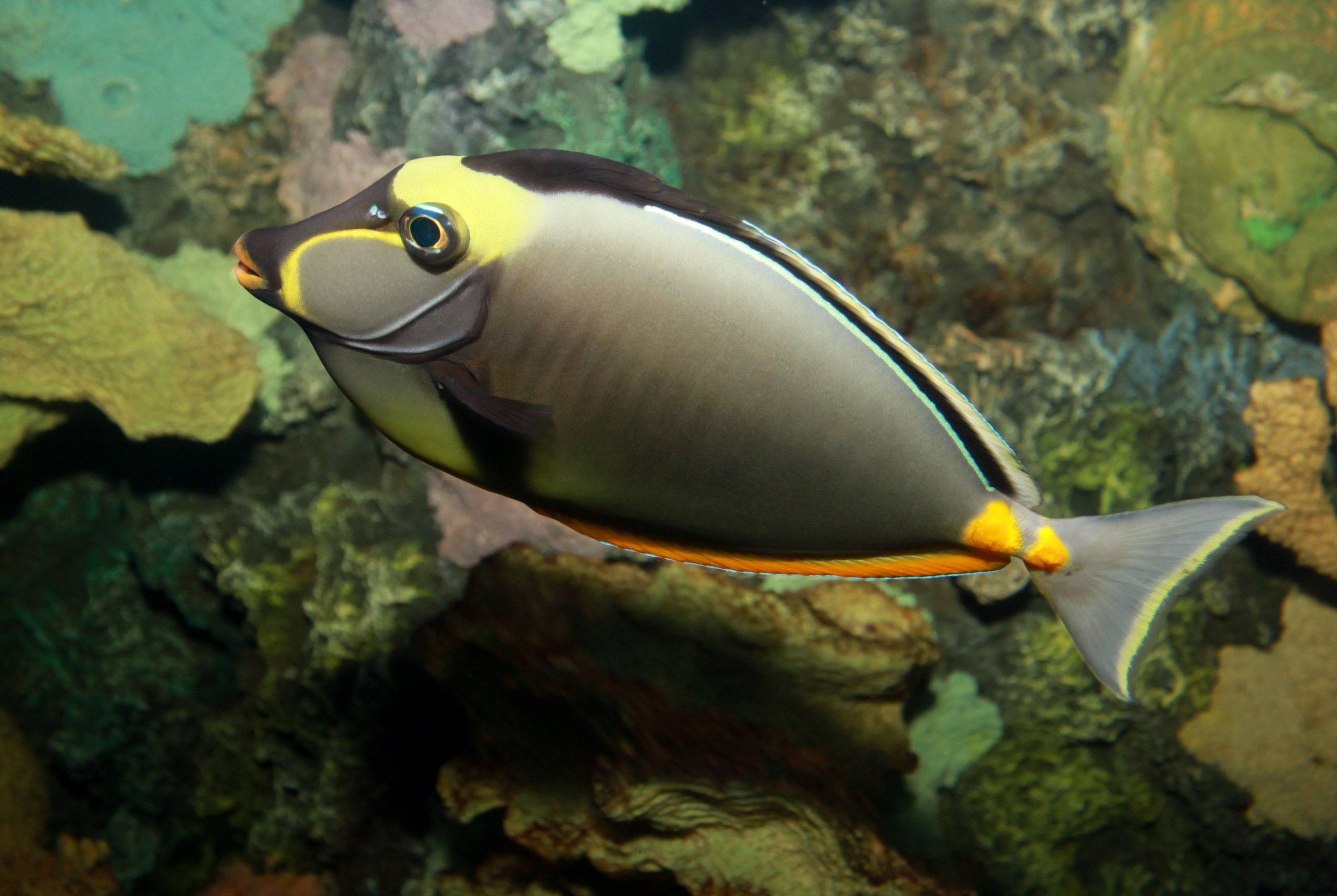
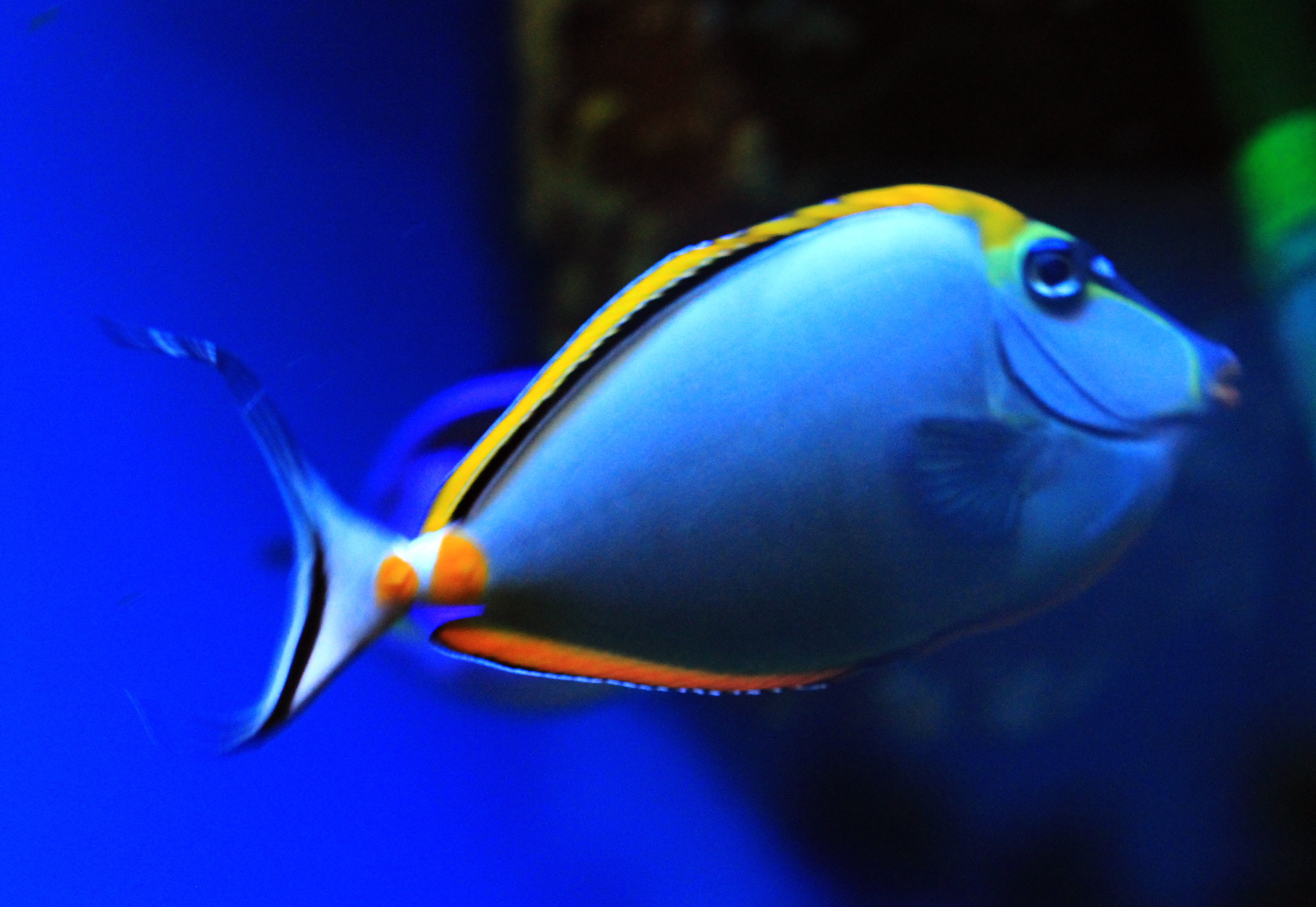
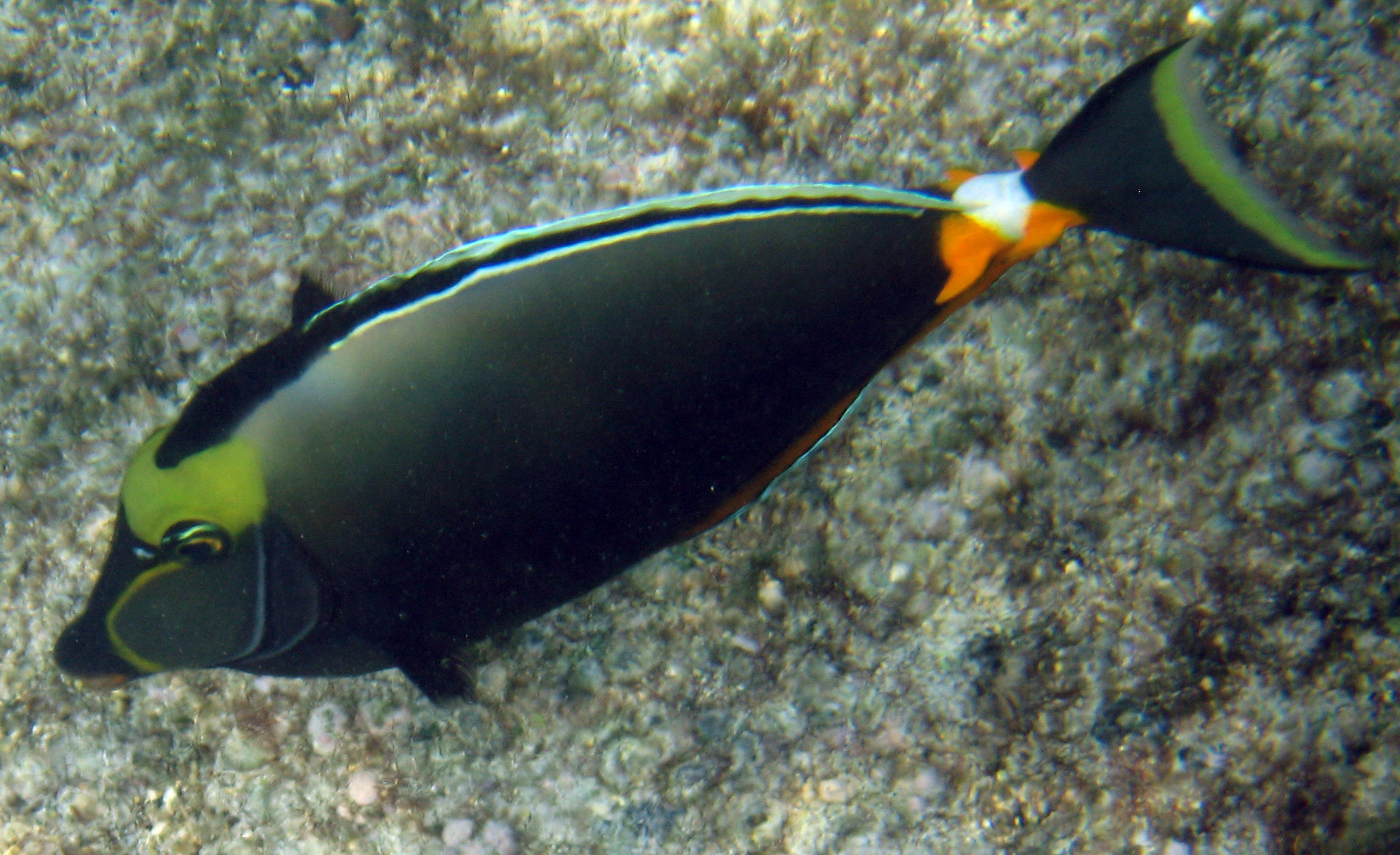
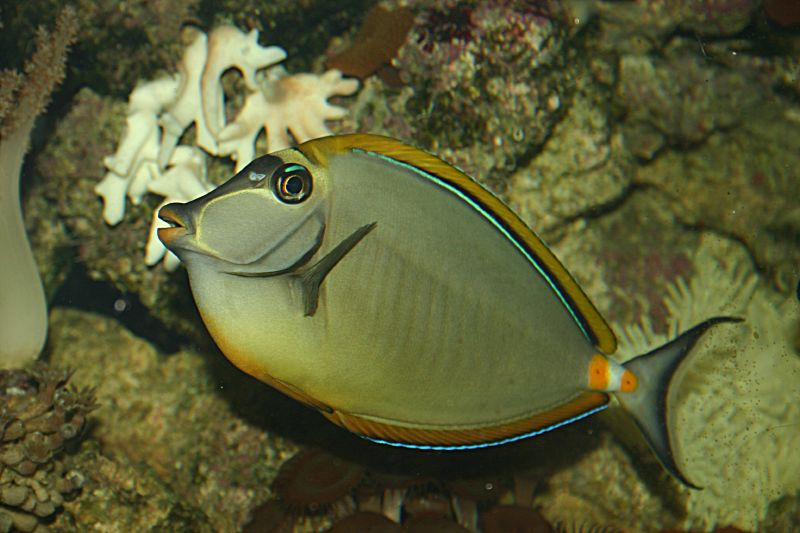